# Snaressnip
De snaressnip (Coenocorypha huegeli) is een vogel uit de familie Scolopacidae (strandlopers en snippen). De vogel werd in 1893 als soort geldig beschreven door Henry Baker Tristram en vernoemd naar baron A. von Hügel, die de vogel verzamelde. De Nederlandse naam ontleent de soort aan de Snareseilanden. De soort wordt ook wel als een ondersoort beschouwd van de aucklandsnip (C. aucklandica).

## Verspreiding en leefgebied
Deze soort is endemisch op de Snareseilanden, een eilandengroep op zo'n 200 km afstand van het Zuidereiland van Nieuw-Zeeland. In het kader van projecten voor ecologisch herstel zijn vogels overgebracht naar andere, naburige eilanden (Putauhinu Island en Codfish Island) waar de populaties zich op een natuurlijke wijze vermenigvuldigen. Het leefgebied bestaat uit lage, dichte vegetaties van graspollen.

## Status
De snaressnip heeft een zeer beperkt verspreidingsgebied en daardoor is de kans op uitsterven aanwezig. De grootte van de populatie werd in 2022 door BirdLife International geschat op 1000 tot 1500 individuen. Het leefgebied werd in het verleden onveilig gemaakt door ingevoerde zoogdieren die de eieren en kuikens van de vogels opvraten zoals de pacifische rat, verwilderde katten en loslopende varkens en verder weka's  (Gallirallus australis). Dankzij het verwijderen van deze predatoren in de leefgebieden op eilanden, zijn de populaties sinds 2014 stabiel te noemen. De soort blijft afhankelijk van zorgvuldig natuurbeheer, daarom staat hij als gevoelig op de Rode Lijst van de IUCN.